# Serrasalmus serrulatus
Serrasalmus serrulatus är en fiskart som först beskrevs av Valenciennes, 1850.  Serrasalmus serrulatus ingår i släktet Serrasalmus och familjen Characidae. Inga underarter finns listade i Catalogue of Life.